# Gesetz zum Schutz deutschen Kulturgutes gegen Abwanderung
Das Gesetz zum Schutz deutschen Kulturgutes gegen Abwanderung (KultgSchG) war ein Gesetz in der Bundesrepublik Deutschland. Es diente dem Schutz deutschen Kulturbesitzes vor einem wesentlichen Verlust, z. B. durch Abwanderung (Verbringung in das Ausland). Es wurde am 6. August 2016 durch das Gesetz zum Schutz von Kulturgut abgelöst.

## Regelungen
Das Gesetz regelte unter anderem:
- im ersten Abschnitt: Kunstwerke und anderes Kulturgut (außer Archivgut)
- im zweiten Abschnitt: Archivgut
- im dritten Abschnitt: Straf- und Bußgeldvorschriften
- im vierten Abschnitt: Ergänzungs- und Schlussvorschriften

Kunstwerke und anderes Kulturgut – einschließlich Bibliotheksgut – wurden in jedem Bundesland in einem „Verzeichnis national wertvollen Kulturgutes“, Archivmaterialien in einem „Verzeichnis national wertvoller Archive“ erfasst. Über die Eintragung des Kulturgutes in das Verzeichnis entschied die oberste Landesbehörde. Die Einleitung der Eintragung wie die anschließende Eintragung wurden im Bundesanzeiger bekanntgemacht. Aus den Verzeichnissen der einzelnen Länder erstellte der Beauftragte der Bundesregierung für Angelegenheiten der Kultur und der Medien ein „Gesamtverzeichnis national wertvollen Kulturgutes“ und ein „Gesamtverzeichnis national wertvoller Archive“.
Die Ausfuhr eingetragenen Kulturgutes bedurfte der amtlichen Genehmigung. Die nicht genehmigte Ausfuhr war unter Strafe gestellt.

## Sonderregelung für Kulturgut im Kirchenbesitz
Auf Kultur- und Archivgut, das im Eigentum der Kirchen oder einer anderen als Körperschaft des öffentlichen Rechtes anerkannten Religionsgesellschaft sowie deren kirchlich beaufsichtigten Einrichtungen und Organisationen steht, fand das Gesetz nur Anwendung, wenn diese selbst es wünschten.

## Geschichte
Nach dem Ersten Weltkrieg wurde aufgrund der „Verordnung über die Ausfuhr von Kunstwerken“ vom 11. Dezember 1919 ein Verzeichnis für national wertvolle Kunstwerke angelegt. Daneben bestanden aufgrund der „Verordnung über den Schutz von Denkmalen und Kunstwerken“ vom 8. Mai 1920 verzeichnisunabhängige Exportbeschränkungen. Als Begründung wurde angeführt, dass „Panikverkäufe“ zur Linderung akuter Not verhindert werden sollten, außerdem war der Wert der deutschen Währung so gesunken, dass angebotene Werke mit hoher Wahrscheinlichkeit ins Ausland verkauft worden wären. Als wahres Motiv dahinter wird ein durch die Niederlage verletzter Nationalstolz vermutet.
Nach dem Zweiten Weltkrieg wurde im sogenannten Kulturgutschutzgesetz von 1955 den Bundesländern auferlegt, eigene Kulturgutverzeichnisse zu führen. Gleichzeitig wurden die Zuständigkeiten unter dem Gesichtspunkt der „Kulturhoheit der Länder“ neu geregelt. Das Gesetz wurde 2016 durch das umfassendere Kulturgutschutzgesetz abgelöst.